# Мирчин, Лев Моисеевич
Лев Моисеевич Мирчин (25 октября 1927 года, Баку, Азербайджанская ССР — 4 февраля 2011 года, Холон, Израиль) — советский и израильский музыкант (скрипач). Заслуженный артист РСФСР (1981), профессор Свердловской консерватории.

## Биография
Окончил Московскую консерваторию по классу скрипки у Л. М. Цейтлина.
С 1952 года, по приглашению главного дирижёра М. И. Павермана, — солист и концертмейстер симфонического оркестра Свердловской филармонии, первая скрипка квартета им. Н. Я. Мясковского. В состав квартета также входили — Л. С. Тышков — 2-я скрипка, Г. И. Теря — альт, Г. Д. Цомык — виолончель. В концертах квартета звучали произведения композиторов всех эпох и стилей, знакомство публики с современной музыкой, композиторами Урала занимало большое место в репертуаре квартета. Квартет гастролировал по городам Советского Союза, за границей, многие слушатели Свердловска и сегодня помнят концерты этих выдающихся музыкантов, которых объединила любовь к камерной музыке.
Занимался педагогической деятельностью в Свердловске, где работал в школе-десятилетке, в музыкальном училище, в консерватории (1953—1990), продолжал заниматься с учениками и в Израиле.
Исполнительский стиль Л. М. Мирчина отличался яркой, эмоциональной, интерпретацией музыки, чувством стиля.
С 1990 года жил в городе Холоне, Израиль. Играл в ансамблях, оркестре, преподавал.